# Aleardo Aleardi

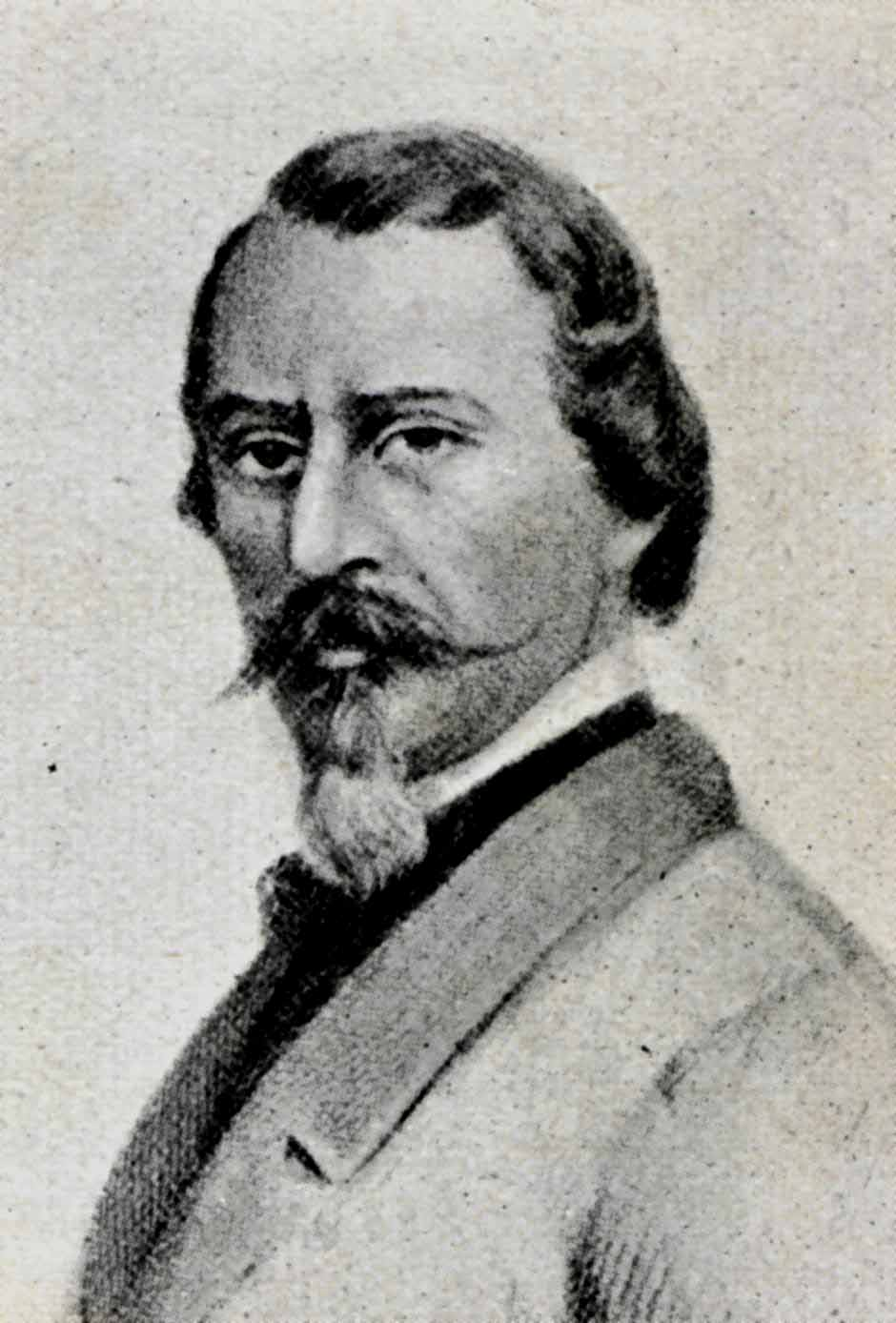
Aleardo Aleardi

Aleardo Aleardi (ur. 1812, zm. 1878) – włoski poeta, jeden z głównych przedstawicieli romantyzmu.

## Życiorys
Aleardo Aleardi urodził się w Weronie 14 listopada 1812 roku. Był hrabią. jego rodzicami byli Giorgio Aleardi i Maria Canali. Wkrótce się stał poddanym austriackim. Od najmłodszych lat wzrastał w nienawiści do austriackiego okupanta. Nie zajmował żadnych stanowisk publicznych, do czego był predestynowany jako arystokrata, żeby nie służyć obcej władzy. Nie mógł też swobodnie publikować. W 1842 roku wydał poemat Arnalda di Roca, a w 1848 Lettere a Maria. Brał aktywny udział w Wiośnie Ludów, za co przez krótki czas był więziony. W latach 1856–1858 pisał swoje najlepsze utwory. Opublikował je w 1862, kiedy po wyparciu Austriaków z Lombardii powrócił do Werony. Został wtedy profesorem Akademii Sztuk Pięknych, deputowanym do parlamentu i wreszcie senatorem. Zmarł 17 lipca 1878 roku. Uznawany jest za typowego włoskiego poetę-patriotę.

## Twórczość
Aleardo Aleardi napisał między innymi sielankę Raffaello e la Fornarina (1855). Stworzył też cykl Canti patrii.
Posługiwał się przeważnie wierszem białym, czyli nierymowanym jedenastozgłoskowcem
(endecasillabo). Stosował jednak także strofy czterowersowe rymowane abab.

## Przekłady
Na język polski wiersze Alearda Aleardiego tłumaczyli Fryderyk Henryk Lewestam, Aleksander Michaux, Michał Asanka-Japołł i Stefan Dembiński.